# Bäveån nedre
Bäveån nedre är ett naturreservat längs två sträckningar av vattendraget Bäveån öster om Uddevalla i Bäve socken i Uddevalla kommun i Bohuslän. Reservatet förvaltas av Uddevalla kommun.
Området har en omväxlande prägel med slättlandskap i den östra delen och en kanjonliknande dalgång i den västra. På de högre belägna hällmarksområdena dominerar gran och tall medan de låglänta delarna karakteriseras av lövskog, gräs- och busklandskap och våtmarksvegetation. Reservatet har ett rikt fågelliv. Runt sjön Surveln växer den sällsynta gotlandsagen.